# 千葉県野球場
千葉県野球場（ちばけんやきゅうじょう）は、千葉県千葉市稲毛区の千葉県総合スポーツセンター内にある野球場である。施設は千葉県が所有し、指定管理者として千葉県スポーツ協会・まちづくり公社グループが運営・管理を行っている。

## 歴史
1973年に千葉県で開催された第28回国民体育大会（千葉若潮国体）に合わせて整備された総合スポーツセンター内にある。1968年7月完成。通称は県営天台球場（けんえいてんだいきゅうじょう）。
1990年代中盤まで夏の甲子園千葉大会のメインスタジアムとして使用されていたが、その後千葉マリンスタジアムで準々決勝以上の試合を行うようになったほか、2021年は開会式も同球場で行われているため、千葉県内の中心的な役割の野球場は千葉マリンスタジアムに譲った格好となっている。ただし、千葉マリンスタジアムの開催日程はあくまでも千葉ロッテマリーンズの公式戦が中心となっており、夏の大会は改装中の2019年大会、中止の2020年大会を除き、例年準々決勝まで本球場を中心に開催されている。また、社会人野球でも千葉県予選や南関東地区予選で多用されているほか、千葉県大学野球連盟の公式戦でも年間数試合程度であるが使用されている。
2018年8月から2019年度にかけて耐震・大規模改修を実施。内野の観覧席をベンチから個別席に変更、外野の延伸、スコアボードを磁気反転式からLED化された。照明については当初、近隣住宅やモノレールの軌道に影響が懸念されるため難しいとされ、盛土芝生の一部を撤去して設置する案もあったが、一旦見送られた。その後2020年に照明塔6基の設置が決まり、2022年4月から使用を開始した。照明塔は岩崎電気製発光ダイオード（LED）タイプのものである。なお、照明塔の設置に際しては、周辺住居の光害の懸念から、数回にわたり説明会を開催し、光害のリスクが少ないLEDのメリットを訴え、一定の了解を得られたとしている。
かつてはプロ野球でも使用され、毎年3月にロッテオリオンズやヤクルトスワローズなどがオープン戦を開催していたほか、1977年には大洋ホエールズが公式戦を行った。千葉マリンスタジアムの開場以降、プロ野球の試合は同球場での開催が中心となっている。

## 主なエピソード
- ロッテは1972年に東京スタジアムが閉鎖され、翌1973年から暫定的に宮城球場（現：楽天モバイルパーク宮城）を本拠地とした後、再び首都圏を本拠地とすることを画策した際に、本球場を候補に挙げていた。また、1978年に川崎球場に落ち着いてからも、同球場の老朽化や設備不備を理由に関東近県に本拠地を移転することを画策し、この際にも本球場が候補に挙がった。しかし、本球場は夜間照明設備がないことや収容人員が30,000人に満たないことのほか、当時はモノレールも未開通でアクセス条件に難があるなど問題点が多く、いずれも実現には至らなかった。しかし、1990年には、千葉市が海浜幕張地区に千葉マリンスタジアムを完成させたことで、ロッテの千葉市への本拠地誘致が実現する運びとなった。
- 1983年には第12回日米大学野球選手権大会の7試合のうち1試合が本球場で開催され、その模様が大学野球としては珍しくテレビ朝日の制作により全国31局ネット（北陸放送や南海放送など系列外の局も含む）で生中継された。
- 2005年12月3日、NPO千葉ふれあい野球連盟が主催する「プロ野球選手ふれあいチャリティー野球大会」に、ロッテの選手が参加。同連盟と親交がある初芝清の引退試合となった。軟式の草野球の試合だが、初芝はロッテ選抜チームの選手兼監督として出場。三塁手の他に二塁手や中堅手、更には高校時代以来、投手としてもマウンドに上がり、野茂英雄よろしく「トルネード投法」を披露した。この試合で初芝は9回裏二死満塁の場面でフライを打ち上げ“選手生活”に幕を下ろした。試合はロッテ選抜が敗れた。なお、ロッテは同年のポストシーズンにおいてプレーオフ、日本シリーズ、アジアシリーズと負けなしで乗り切ってアジアNo.1に輝いただけに、初芝は“連勝を止めてしまった”ことに触れて「いい厄払いになったと思います」と話し、場内の笑いを誘った。
- 2011年3月11日に東日本大震災が発生した際、グラウンドは影響がなかったものの内野席の天井の一部がはげ落ち、球場の外も内野席の屋根付近の外壁が一カ所破損して落下した。そのため内野席の上部は立入禁止の措置をとり、都市対抗野球では千葉県大会の1次と2次予選、高校野球では春季および選手権大会での使用を中止した（なお、使用制限は同年8月に解除）。
- 漫画家・江口寿史の連載デビュー作『すすめ!!パイレーツ』（1977年 - 1980年、週刊少年ジャンプに連載）に登場する架空のプロ野球チーム「千葉パイレーツ」の本拠地・「千葉球場」のモデルであるとの説が一部であるが、作者の江口は言明していない。なお、作中には「千葉球場」の所在地には流山市にあることが示されている。[要出典]
- 漫画家・こせきこうじの代表作の一つである『県立海空高校野球部員山下たろーくん』（1986年44号から1990年32号まで連載）に登場する県大会の球場のモデルとなっている。2018年、作者が漫画トーク番組『漫道コバヤシ』（フジテレビONE）に出演した際、作者自身が言明している。

## 施設概要
- 敷地面積：23,400m2

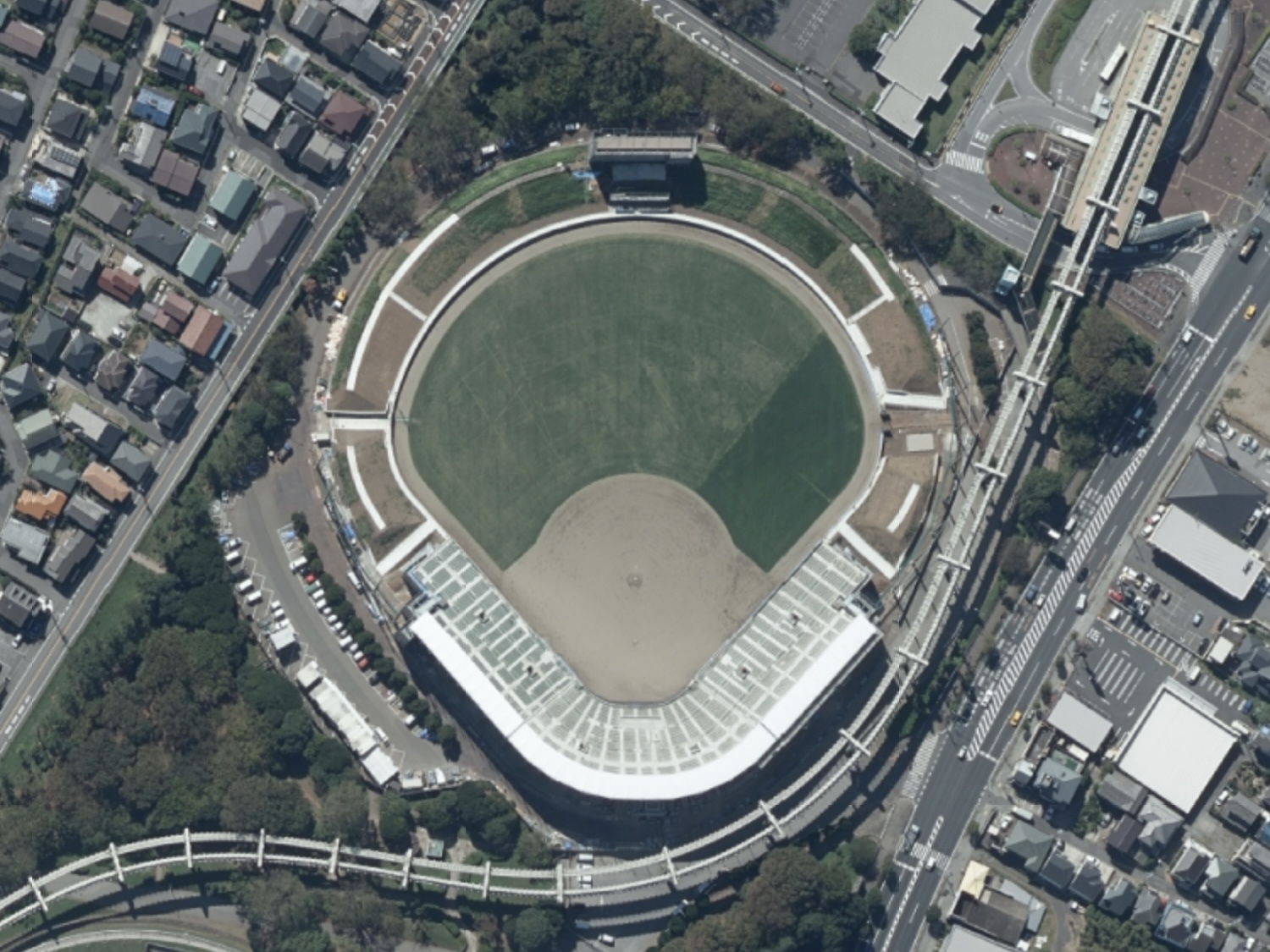
野球場空撮（2019年10月の写真、国土地理院作成）

- 両翼：98m、中堅:122m（改修前は、両翼：92m、中堅：120m）[6]
- 内野：土、外野：天然芝
- 収容人員：27,000人（内野：椅子・ベンチ、外野：芝生）
- スコアボード：LED、風向・風速表示付き、ボールカウントはBSO表示（改修前は磁気反転式、ボールカウントはSBO表示）、更にそれ以前はパネル式で、以前の神宮球場を思わせるような雰囲気の表示。
- 照明設備：6基、LED[7]

## アクセス
- 千葉都市モノレール2号線・スポーツセンター駅下車後徒歩約3分（同駅駅舎からはフィールドを見ることが可能）
- JR稲毛駅から京成バス「あやめ台団地経由草野車庫・こてはし団地」行「山王町・千葉センター・ザ・クイーンズガーデン稲毛」行のいずれかに乗車、「モノレールスポーツセンター駅」停留所で下車（所要約10分[注 4]）後徒歩5分

### 注記
1. ↑  1989年〈第71回大会〉まで決勝戦〈成東1－0拓大紅陵〉が行われていた
2. ↑  2018年大会はプロ野球千葉ロッテマリーンズの試合が組まれていたため準々決勝は不使用で東千葉大会はゼットエーボールパーク、西千葉大会は柏の葉野球場で開催、2020年は大会自体が中止
3. ↑  但し代替で行われた独自大会『2020夏季千葉県高等学校野球大会』では決勝トーナメントの会場となった。
4. ↑  バスを利用する場合、国道16号の交通渋滞により所要時間が上記よりも長くなることが多い（特に週末・祝日は渋滞が激化）